# طارق یحیی (وزنه‌بردار)
طارق یحیی (انگلیسی: Tarek Yehia؛ زادهٔ may ۱۸, ۱۹۸۷ (۳۷ سال)) ورزشکار وزنه‌برداری اهل مصر است.
وی در مسابقات کشوری و بین‌المللی در مجموع برندهٔ ۲ مدال برنز شده‌است.